# Ley de garantías papales
La Ley de Garantías Papales (en italiano: Legge delle Guarentigie) fue una norma legal emitida por el Reino de Italia, el 13 de mayo de 1871, con el fin de regular las relaciones políticas entre el estado italiano y la Santa Sede. La causa inmediata para la emisión de esta ley fue que tras la exitosa toma de Roma por las tropas del Regio Esercito, los antiguos Estados Pontificios habían sido extinguidos de facto e incorporados plenamente al Reino de Italia, perdiendo el Papado su poder político efectivo.
El gobierno italiano había establecido la capital del Reino de Italia en la misma ciudad de Roma y allí fueron trasladadas las entidades administrativas oficiales, mientras que el pontífice Pío IX se declaraba «prisionero en el Vaticano» rechazando que el Estado Italiano le impusiera normas legales pese a haber sido jefe de Estado que por la milenaria tradición papal, no podía establecerse en otro sitio que no fuera la ciudad de Roma. No obstante, los políticos italianos llevaron adelante la idea de establecer «garantías especiales» en beneficio del Papado para evitar que Pío IX y sus sucesores quedasen en posición de dependencia o subordinación hacia el Estado Italiano.
La «Ley de Garantías» establecía así que el Papado conservaba el derecho de recibir embajadores foráneos y designar diplomáticos, mantener un cuerpo armado a su servicio (la Guardia Suiza), y se fijaba un régimen de extraterritorialidad para las residencias papales, asimilándolos al nivel de las embajadas extranjeras. También se disponía la inviolabilidad de la persona del pontífice, junto con derecho a recibir honores de jefe de Estado, y el otorgamiento de un presupuesto al Papado por parte del Reino de Italia, equivalente a 3 225 000 liras anuales. Finalmente, se aseguraba libertad de reunión al clero católico, y se eximía a los obispos de cualquier juramento de lealtad al Rey de Italia.
Pío IX rechazó las condiciones por cuanto éstas consistían en una oferta unilateral, y además estaban plasmadas en una ley aprobada por el parlamento italiano, la cual podía en cualquier momento ser abolida por éste. El hecho que las «Garantías» pudieran ser alteradas por una decisión del parlamento italiano causaron un fuerte rechazo en el Papado, al no fijarse estas condiciones por un «acuerdo entre pares» como reclamaba Pío IX. De hecho las «Garantías» consideraban al pontífice como un súbdito italiano, con lo cual el Papa consideró que perdería su independencia política.
Las relaciones entre Italia y el Papado quedaron muy maltrechas en tanto ambas partes mostraban intransigencia en sus posiciones. Los sucesivos gobiernos italianos rehusaron considerar al Papado como «sujeto de derecho internacional», mientras que auspiciaban la costumbre de denominar Via Vente Settembre a todas las calles que cruzaban la catedral de cada ciudad italiana, para recordar al clero católico el triunfo de la Casa de Saboya sobre el Papado.
Por su parte los pontífices rechazaron apariciones públicas en Roma o salir del Palacio Apostólico, al extremo de realizar las principales ceremonias dentro de la Capilla Sixtina y rehusar otorgar bendiciones en la plaza de San Pedro (este evento sólo se realizaba en un balcón interior del palacio). Inclusive en 1874 el Papado prohibió a los católicos italianos participar activamente en la vida política, como protesta ante la situación.
Las malas relaciones entre la Santa Sede e Italia se mantuvieron hasta que en 1929 fueron celebrados los Pactos de Letrán, que dieron origen a la Ciudad del Vaticano.